# St-Andoche (Saulieu)

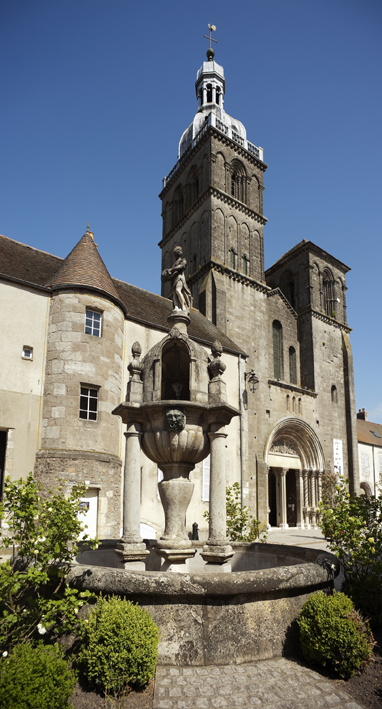
Saint-Andoche

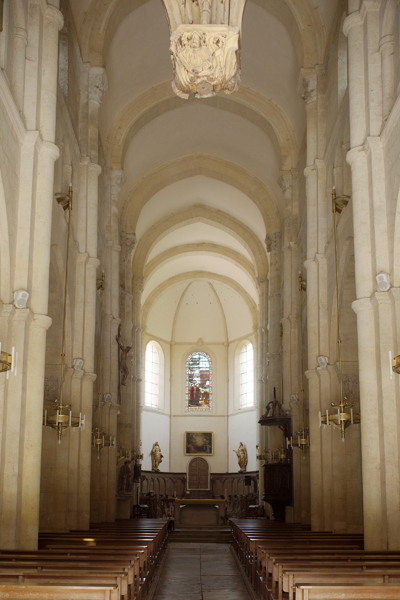
Langhaus

Die ehemalige Abteikirche Saint-Andoche in der Kleinstadt Saulieu in Burgund beherbergt den Sarkophag des hl. Andochius, der hier um das Jahr 178 gemartert und getötet worden sein soll. Im Jahr 1919 verlieh Papst Benedikt XV. der Kirche den Titel einer Basilica minor.

## Geschichte
Die Kirche reicht in ihrer Entstehungsgeschichte bis in frühchristliche Zeit zurück. So wurde bereits zu Beginn des 5. Jahrhunderts eine Kapelle am Grabort des aus Smyrna in Kleinasien stammenden Missionars und Märtyrers Andochius erwähnt. Im Jahr 722 wurde erstmals eine Basilika an dieser Stelle erwähnt, sie fiel aber wenige Jahre später (731) den Sarazenenstürmen zum Opfer. Im Jahr 843 wird der karolingische Bau an den Bischof von Autun übergeben, 1109 erfolgte die Übertragung der Reliquien (Translation) in den Besitz der Kirche.
Im Jahr 1125 veranlasst Bischof Etienne de Bâgé einen umfassenden Neubau. Chor und Querhaus der um 1150/1160 vollendeten Kirche werden im Verlauf des Hundertjährigen Krieges um die Mitte des 14. Jahrhunderts von den Truppen Eduards des Dritten zerstört. Erst ab dem Jahr 1704 ersetzt ein schlichter Polygonalchor die ursprüngliche Ostanlage. Die Skulpturen des Westportals fallen den Zerstörungen im Gefolge der Französischen Revolution zum Opfer. Einen weiteren Verlust der ursprünglichen architektonischen und bauplastischen Substanz bringt eine 1869 durchgeführte Restaurierung mit sich.

## Architektur
Das im Aufbau basilikale, dreischiffige Langhaus steht mit seinem dreigeschossigen Aufriss und dem Spitztonnengewölbe in der Nachfolge der dritten Kirche von Cluny. Chor und Querhaus wurden 1359 zerstört und erst zu Beginn des 18. Jahrhunderts viel später kleiner und schlichter erneuert.

## Ausstattung

### Kapitelle
Berühmt ist St. Andoche für seinen Kapitellzyklus. Er ist zeitlich nach den Kapitellen in Autun entstanden. Die Steinmetzarbeiten in Saulieu stammen möglicherweise von einem der Schüler des Meister Gislebertus (Autun). Die 50 Kapitelle in sind plastischer als in Autun, was damit begründet wird, dass sie in St. Lazare flache Pilaster bekrönen, hier aber auf den Halbsäulen vor den Pfeilern aufsitzen. In den Seitenschiffen beschränken sie sich auf pflanzlichen Dekor. Die szenischen Kapitelle befinden sich an den Westseiten der Pfeiler. Eine Ausnahme bildet das erste Pfeilerpaar.
- 1. Pfeiler: Pflanzenornamente. Pflanzen gelten in der Romanik als Symbol für die Ordnung der Schöpfung.
- 2. Pfeiler: der Prophet Bileam und seine Eselin. Die Eselin macht den Propheten auf einen Engel aufmerksam, der sich ihnen in den Weg stellt.
- 3. Pfeiler: Die Versuchung Jesu.
- 4. Pfeiler: Pet de l’ours, wörtlich: „Bärenfurz“. Einer alten heidnischen Legende nach bringen Bären auf diese Weise die Seelen ins neue Jahr. Die christliche Überlieferung übertrug diese Aufgabe später auf Blasius von Sebaste, der rechts und links auf dem Kapitell helfend die Schwänze der Bären in der Höhe hält.[2]
- 5. Pfeiler: Akanthus, in der Romanik ein Symbol für Auferstehung und Unsterblichkeit.

Rechts, auf der Südseite, sieht man vom Eingang aus in Richtung Chor gehend:
- 1. Pfeiler: Zwei Drachen (Leviathan), Symbol für Chaos und teuflische Mächte
- 2. Pfeiler: Der Auferstandene erscheint Maria von Magdala
- 3. Pfeiler: Selbstmord des Judas Ischariot (vgl. mit Autun)
- 4. Pfeiler: Flucht nach Ägypten (vgl. mit Autun)
- 5. Pfeiler: Drei Schweinchen tanzen nach der Musik eines Schäfers. Symbol für animalische Lust und Hemmungslosigkeit.

Die ungewöhnliche Anordnung der Kapitelle, deren Sinn sich normalerweise in West-Ost-Richtung ergibt, deutet darauf hin, dass hier nicht in erster Linie der Laie angesprochen wurde, sondern die Mönche, die von der südlichen Seite den Raum betraten. Aus dieser Blickrichtung also mal nach links und mal nach rechts schauend, entdeckt man ein Bild- und Symbolprogramm, das zwischen Gut und Böse wechselt.

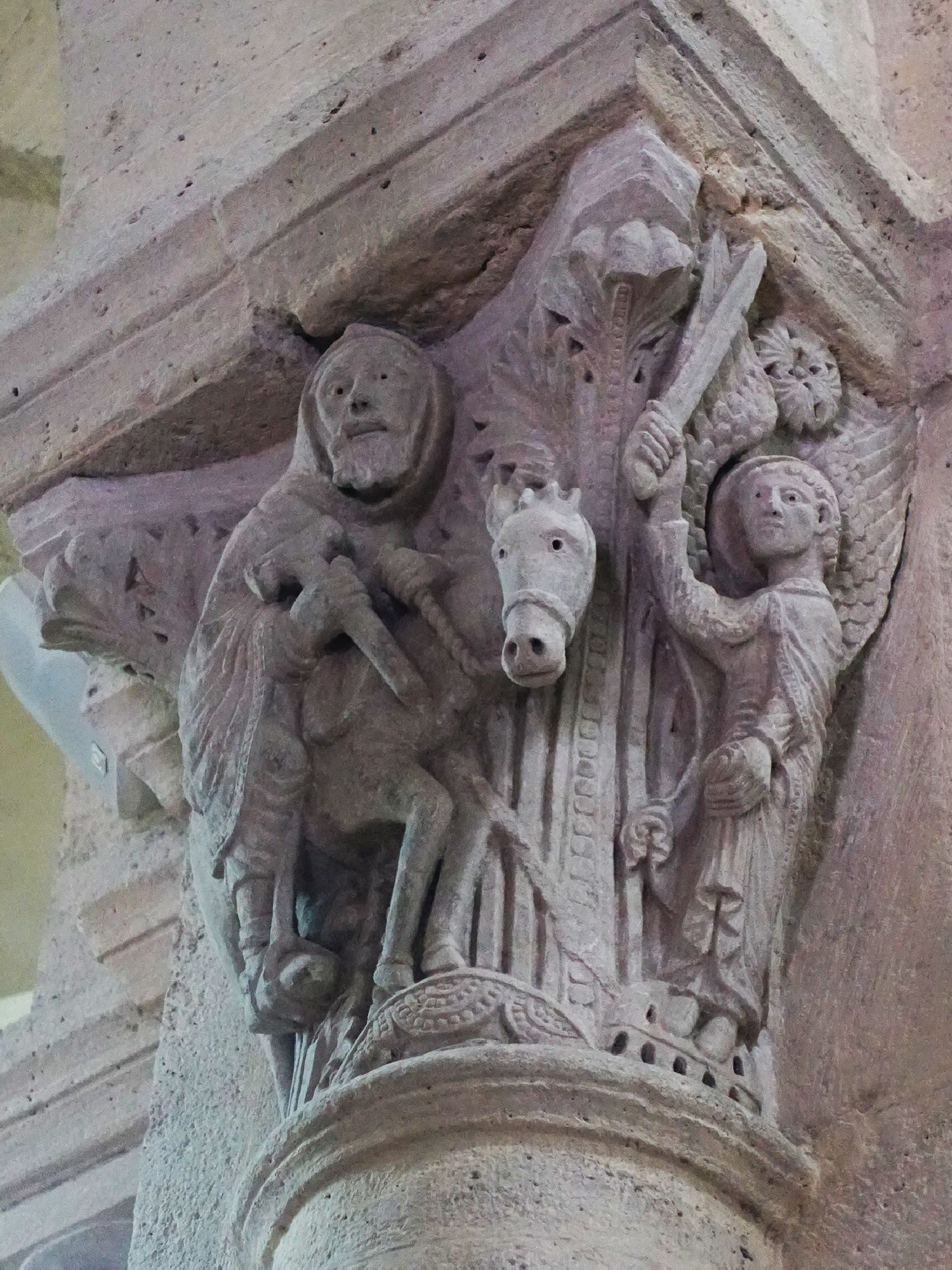
Prophet Bileam
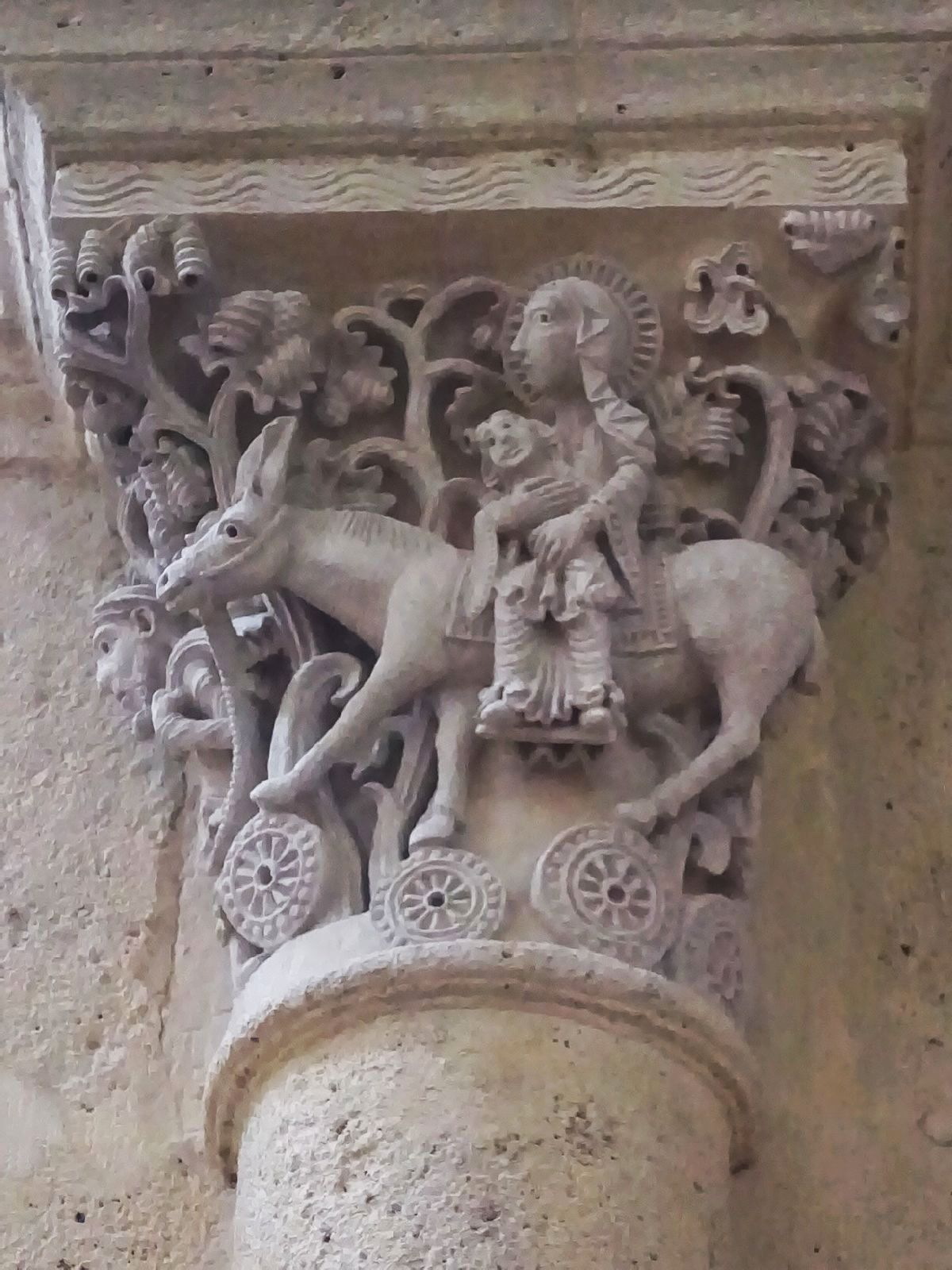
Flucht nach Ägypten
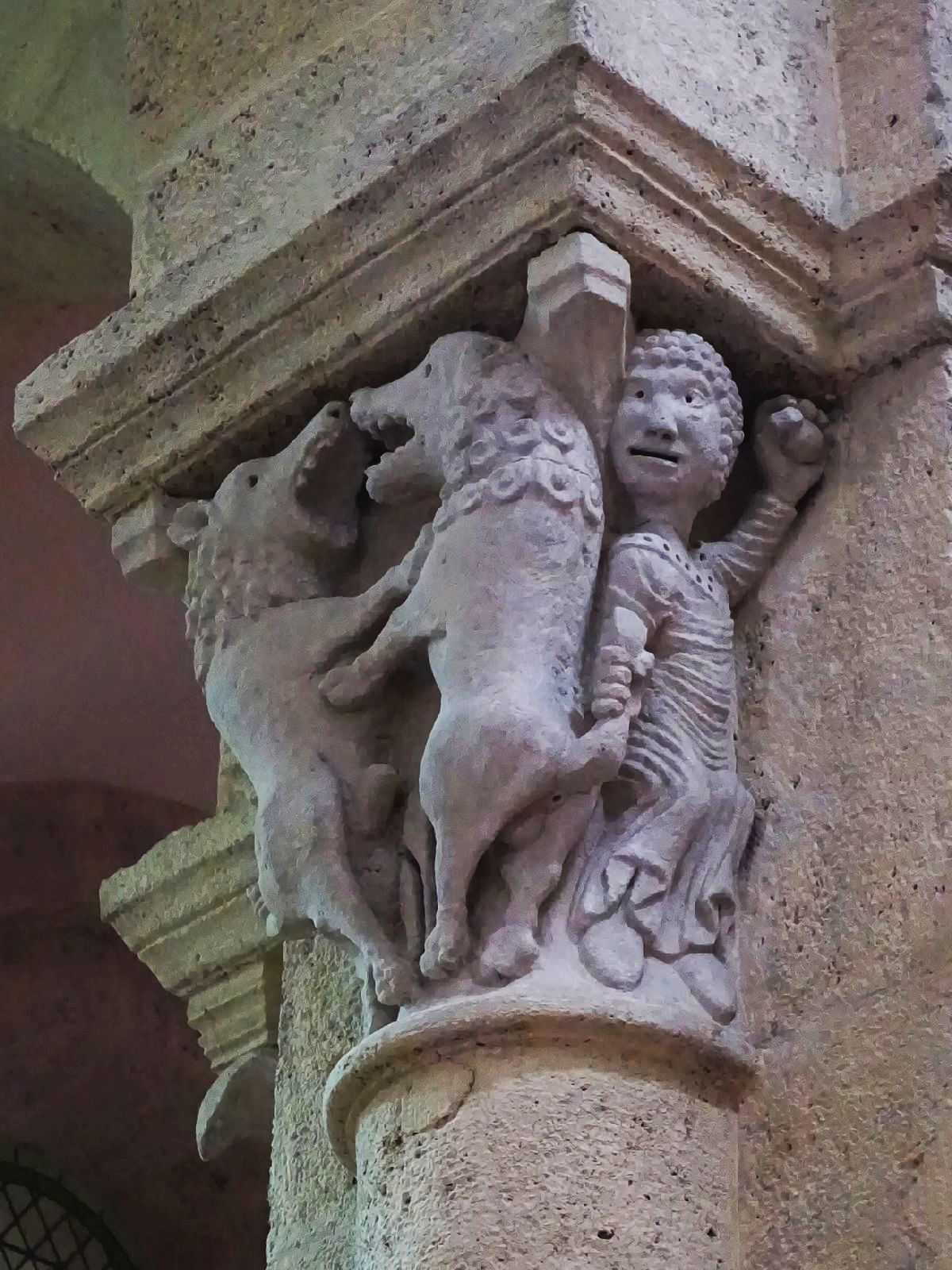
„Bärenfurz“
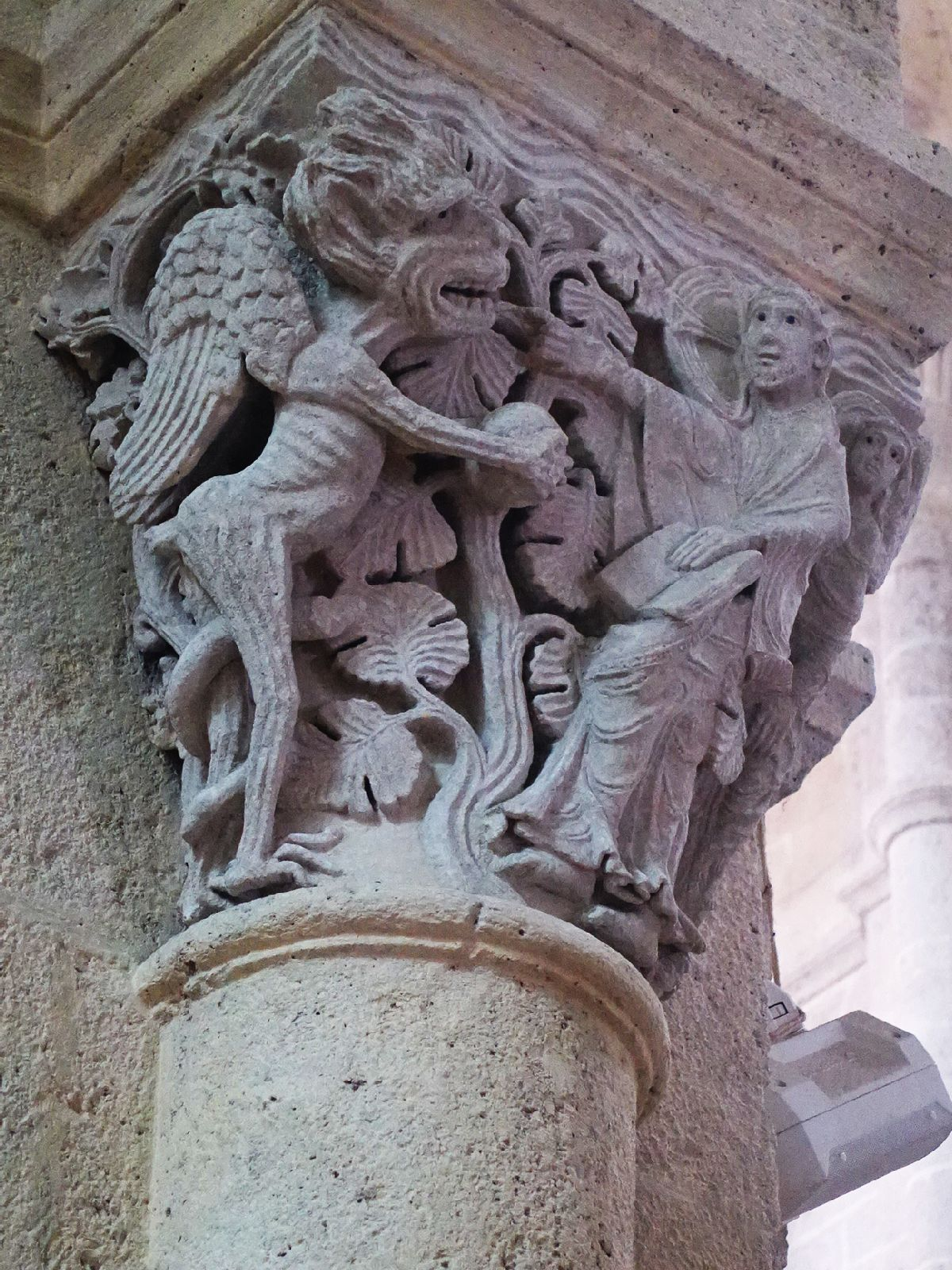
Versuchung Jesu
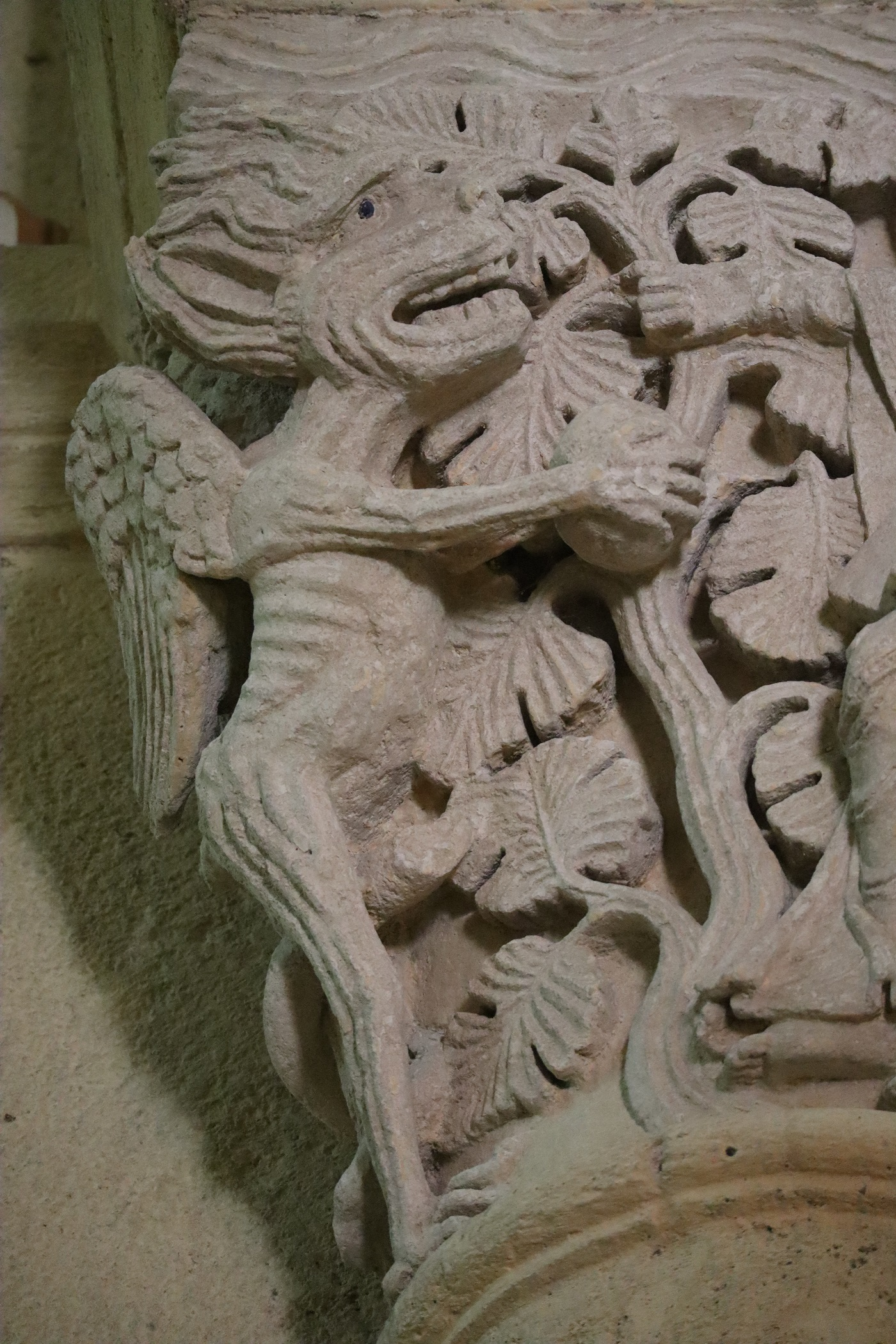
Teufel im Blattwerk
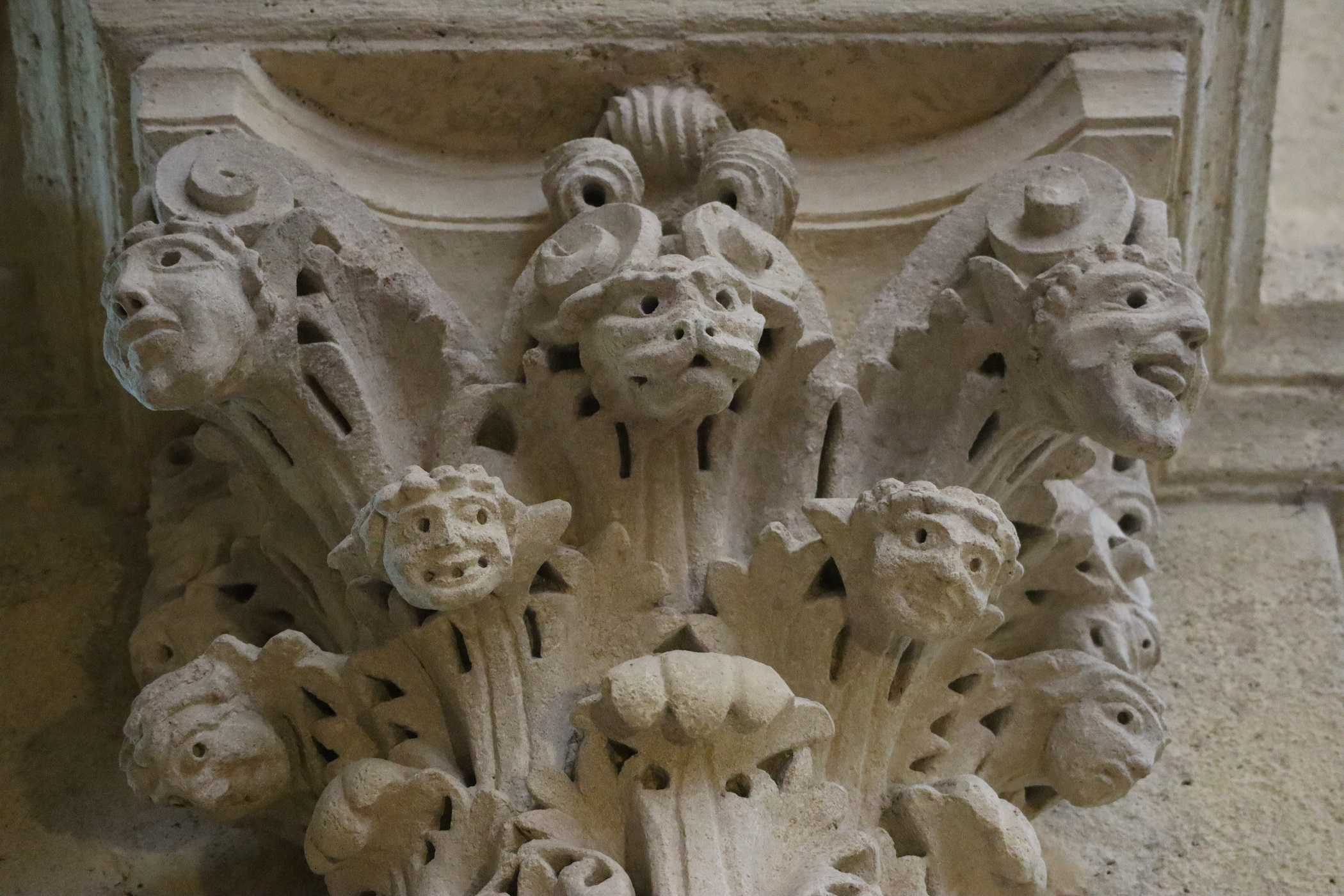
Blattwerk mit Kopfenden

### Chorgestühl
Das insgesamt eher einfache Chorgestühl (stalles) der ehemaligen Abteikirche mit seinen aus unbeschnitzten Brettern bestehenden Rückwänden stammt möglicherweise noch aus dem 14. Jahrhundert. Es gibt nur wenige figürliche Schnitzereien.

### Orgel
Schön gestaltet ist die Orgeltribüne des 15. Jahrhunderts. Die Orgel selbst wurde im Jahr 2003 von dem Orgelbauer Daniel Birouste unter Wiederverwendung von Pfeifenmaterial des Vorgängerinstruments des Orgelbauers Merklin erbaut. Sie hat 29 Register auf drei Manualen und Pedal.
| I Grand Orgue C–g3 |        |
| Bourdon            | 16′    |
| Montre             | 08′    |
| Bourdon            | 08′    |
| Prestant           | 04′    |
| Quinte             | 2 ⁄3′  |
| Doublette          | 02′    |
| Tierce             | 1 3⁄5′ |
| Mixture VI         |        |
| Trompette          | 08′    |

| II Grand Choeur C–g3 |        |
| Flûte à cheminée     | 08′    |
| Cor de chamois       | 08′    |
| Principal            | 04′    |
| Grande Tierce        | 3 1⁄5′ |
| Flûte conique        | 02′    |
| Mixture IV           |        |
| Clarinette           | 08′    |
| Tremblant            |        |

| III Récit expressif C–g3 |     |
| Gambe                    | 08′ |
| Voix Céleste             | 08′ |
| Flûte harmonique         | 08′ |
| Flûte octaviante         | 04′ |
| Octavin                  | 02′ |
| Sifflet harmonique       | 01′ |
| Basson                   | 16′ |
| Trompette                | 08′ |
| Clairon                  | 04′ |
| Trémolo                  |     |

| Pédale C–f1 |     |
| Soubasse 0  | 16′ |
| Principal   | 16′ |
| Bombarde    | 16′ |
| Principal   | 08′ |

- Koppeln: II/I, III/I, III/II, I/P, II/P, III/P